# Bematistes excisa
Bematistes excisa is een vlinder uit de familie van de Nymphalidae. De wetenschappelijke naam van de soort is voor het eerst gepubliceerd in 1874 door Arthur Gardiner Butler.

## Verspreiding
De soort komt voor in de bossen van Zuid-Nigeria, Kameroen, Equatoriaal Guinea (Bioko), Gabon, Congo-Brazzaville, West-Congo-Kinshasa en Angola.

## Waardplanten
De rups leeft op Adenia cisampelloides (Planch. ex Hook.) Harms (Passifloraceae).